# Wet langdurige zorg
De Wet langdurige zorg (Wlz) is in Nederland een verplichte, collectieve ziektekostenverzekering voor niet individueel verzekerbare ziektekostenrisico's. De Wlz wordt uitgevoerd door het CAK; het CAK betaalt voor geleverde zorg aan zorgverleners, stelt de wettelijk verplichte eigen bijdrage vast en int deze. De wet heeft per 1 januari 2015 de Algemene Wet Bijzondere Ziektekosten (AWBZ) vervangen, maar biedt een beperktere dekking; in de AWBZ was intramurale zorg en extramurale zorg ondergebracht, maar sinds de invoering van de Wlz is de verantwoordelijkheid voor extramurale zorg overgeheveld naar gemeenten. De Sociale Verzekeringsbank kan vaststellen of iemand verzekerd is voor de Wlz.

## Dekking
Een verzekerde heeft recht op zorg die op zijn behoeften, persoonskenmerken en mogelijkheden is afgestemd voor zover hij naar aard, inhoud en omvang en uit een oogpunt van doelmatige zorgverlening redelijkerwijs op die zorg is aangewezen omdat hij, vanwege een somatische of psychogeriatrische aandoening of beperking of een verstandelijke, lichamelijke of zintuiglijke handicap, een blijvende behoefte heeft aan:
- permanent toezicht ter voorkoming van escalatie of ernstig nadeel voor de verzekerde, of
- 24 uur per dag zorg in de nabijheid, omdat hij zelf niet in staat is om op relevante momenten hulp in te roepen en hij, om ernstig nadeel voor hem zelf te voorkomen,
  - door fysieke problemen voortdurend begeleiding, verpleging of overname van zelfzorg nodig heeft, of
  - door zware regieproblemen voortdurend begeleiding of overname van taken nodig heeft.

Om voor vergoeding vanuit de Wlz in aanmerking te komen is een indicatie nodig van het Centrum Indicatiestelling Zorg (CIZ). Het CIZ geeft een indicatiebesluit af op basis van het zorgprofiel en eventuele aanvullende zorgbehoefte. (Het zorgprofiel kwam in 2015 in de plaats van het zorgzwaartepakket.)

## Eigen bijdrage
Het Besluit van 9 december 2014, houdende regels inzake de langdurige zorg (Besluit langdurige zorg) regelt de eigen bijdrage. (Tot die datum werd de eigen bijdrage geregeld door het Bijdragebesluit zorg.)
Het inkomen wordt gedefinieerd overeenkomstig de basisregistratie inkomen.
De lage eigen bijdrage geldt voor mensen die kosten voor een huishouden buiten een zorginstelling hebben. Deze bijdrage is in 2016 minimaal
€ 159,80 per maand en maximaal € 838,60 per maand. De hoge eigen bijdrage is in 2016 minimaal € 0,- per maand en maximaal € 2.301,40 per maand.
Zie ook de vermogensinkomensbijtelling en gedragseffecten.

## Premie
De Wlz-premie maakt deel uit van de premies volksverzekeringen. Ook boven de AOW-leeftijd moet men de premie betalen. Voor de hoogte van de premie berekent men eerst een vast percentage (2015: 9,65%) van het inkomen in de eerste en tweede schijf van box 1, d.w.z. van ongeveer de eerste € 33.000. Hiervan worden afgetrokken evenredige delen van de van toepassing zijnde heffingskortingen, waarbij sommige heffingskortingen worden verdeeld over heffingskortingen voor de IB, AOW, Anw en Wlz (die voor de AOW kan men dan niet benutten als men de AOW-leeftijd heeft bereikt, omdat men dan geen AOW-premie verschuldigd is), en andere alleen over heffingskortingen voor de IB, Anw en Wlz (die gelden ten volle, ook als men geen AOW-premie verschuldigd is). Als het resultaat negatief is wordt de premie op nihil gesteld. Als alleen de algemene heffingskorting van toepassing is komt dit er bijvoorbeeld op neer dat over ongeveer de eerste € 5400 van het inkomen in box 1 geen premie verschuldigd is; de maximale premie bedraagt dan ook 9,65% van ongeveer € 28.000, dit is ongeveer € 2700. Als men ook recht heeft op andere heffingskortingen, bijvoorbeeld als men werkt arbeidskorting, dan is meer inkomen vrijgesteld; de maximale premie is dan lager.
De premieheffing is zo ingebed in het schijventarief (met een belastingtarief dat laag is in de schijven waarover ook premies zijn verschuldigd) dat de progressie niet wordt verstoord: het belastingtarief in de derde schijf is niet lager dan het gecombineerde tarief van belasting en premies in de tweede schijf (2015: gelijk).
De premie wordt samen met andere premies en belasting ingehouden als loonheffing, of op aanslag betaald als onderdeel van een gecombineerde aanslag IB / PVV. De premie voor de Wlz wordt meestal niet afzonderlijk vermeld op de loonstrook, en ook niet op het aanslagbiljet. Op het aanslagbiljet staat wel de totale premie AOW, Anw, Wlz apart van de belasting vermeld. Verder toont het aangifteprogramma de aparte bedragen wel.